# Ahmed Akaïchi
Ahmed Akaïchi (ur. 23 lutego 1989 w Bizercie) – tunezyjski piłkarz grający na pozycji napastnika.

## Kariera klubowa
Akaichi pochodzi z miasta Bizerta i tam też rozpoczął karierę piłkarską w klubie CA Bizertin. W 2007 roku zadebiutował w jego barwach w rozgrywkach pierwszej ligi tunezyjskiej. Tam grał przez rok, a w 2008 roku przeszedł do Étoile Sportive du Sahel. W 2011 roku odszedł do niemieckiego FC Ingolstadt 04. W latach 2013–2015 grał w Espérance Tunis. W 2015 wrócił do Étoile Sportive du Sahel.

## Kariera reprezentacyjna
W reprezentacji Tunezji Akaichi zadebiutował 9 stycznia 2010 roku w przegranym 1:2 towarzyskim meczu z Gambią. W 2010 roku w Pucharze Narodów Afryki 2010 zagrał we 2 meczach: z Gabonem (0:0) i z Kamerunem (2:2).